# Selçuk İnan
Selçuk İnan (Alessandretta, 10 febbraio 1985) è un allenatore di calcio ed ex calciatore turco, di ruolo centrocampista.

## Carriera

### Club

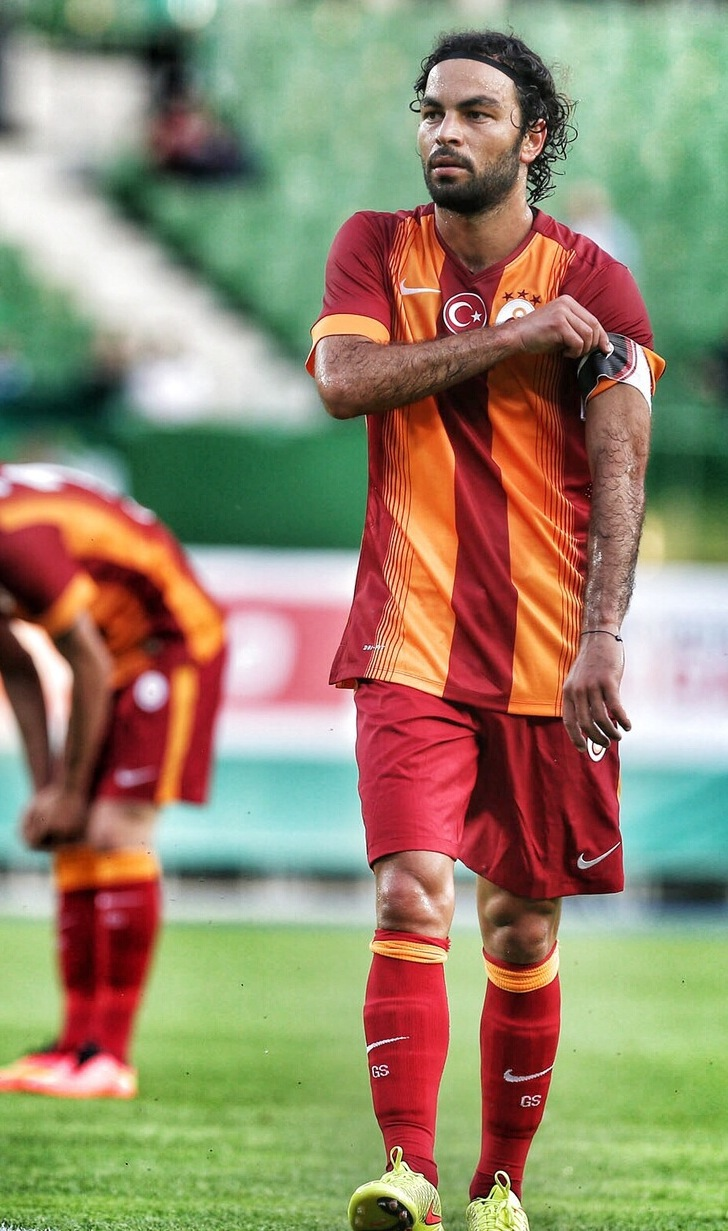
Selçuk İnan con la maglia del Galatasaray

Ha iniziato la sua carriera calcistica a 14 anni con la squadra del Karaağaçspor fino ad arrivare, nel 2000, nelle giovanili del Dardanel, squadra in cui esordì da professionista nel 2002. Nel 2005 decise di trasferirsi nel Manisaspor dove rimane fino al 2008. Il 31 maggio 2008 venne acquistato dal Trabzonspor, con il quale vinse una Coppa di Turchia e una Supercoppa di Turchia. Nel 2011 si svincola dal Trabzonspor e decide di firmare con il Galatasaray.

#### Galatasaray
La prima stagione con la maglia giallo-rossa è sufficiente per confermare la propria qualità e rispondere alle critiche rivolte al centrocampista turco. I critici non ritenevano Inan all'altezza di giocare in una squadra grande come il Galatasaray. Concluse la stagione con più di 40 presenze tra campionato e coppa turca, con 14 assist e, nonostante fosse un centrocampista, riuscì a totalizzare 14 gol diventando così il goleador della squadra, dei 14 gol fatti è da sottolineare che 5 sono da punizioni, in questo modo batte anche il record di gol da 'Free-kick' in una stagione di Gheorghe Hagi.
Il suo primo gol con la maglia di una delle squadre più prestigiose della Turchia lo fece nella seconda settimana del campionato contro il Samsunspor. Lo scudetto vinto nella stagione 2011-2012 fu il suo primo della carriera.
All'apertura della seconda stagione, con la maglia del Galatasaray, vince la sua seconda Supercoppa di Turchia in carriera battendo il Fenerbahçe per 3-2, tale partita viene vinta grazie al gol di İnan su calcio di rigore all'ultimo minuto di gioco. Anche in questa stagione si impone come uno dei miglior giocatori della rosa dei leoni turchi anche grazie alle buone prestazioni ottenute in campo internazionale, infatti in questa stagione fa il suo esordio in Champions League, dove il Galatasaray arriva fino ai quarti di finale. A fine stagione vince nuovamente il campionato accumulando 42 partite stagionali dove mette a segno 7 reti.
La terza stagione inizia con la vittoria della sua terza Supercoppa turca, la seconda con la maglia del Galatasaray, dove il club turco si impone per 1-0 sul Fenerbahçe. Il 7 maggio 2014 vince la sua seconda Coppa di Turchia, la prima con la maglia del Galatasaray.
Nella stagione 2014-2015 viene nominato capitano dal nuovo allenatore Cesare Prandelli. Il 25 agosto 2014 perde la Supercoppa turca, poiché il Galatasaray viene battuto, ai calci di rigore, dal Fenerbahçe. Il 25 maggio 2015, grazie al pareggio del Fenerbahçe secondo in classifica, vince il suo terzo campionato turco. Il 3 giugno successivo aggiunge, alla bacheca dei trofei, anche la sua terza Coppa di Turchia poiché la sua squadra batte, in finale, il Bursaspor per 3-2.
L'8 agosto 2015 alza al cielo la sua quarta Supercoppa turca in carriera poiché la sua squadra batte il Bursaspor per 1-0. Il 21 ottobre successivo mette a segno la sua prima rete in Championg League, in occasione della vittoria casalinga, per 2-1, contro i portoghesi del Benfica. Il 26 maggio 2016, dopo una stagione costellata dai vari problemi finanziari del club che lo hanno portato ad una profonda crisi di risultati, vince la sua quarta Coppa di Turchia poiché la sua squadra si impone, per 1-0, sul Fenerbahçe.
Il 14 agosto 2016 vince la sua quinta Supercoppa turca poiché la sua squadra si impone, ai calci di rigore, sui rivali del Beşiktaş. Il 19 maggio 2018 vince il suo quarto campionato turco.
Il 18 luglio 2020, dopo 9 stagioni e 14 trofei vinti con i giallorossi, annuncia il proprio ritiro dal calcio giocato; contestualmente, viene inserito dal tecnico Fatih Terim nello staff tecnico della squadra.

### Nazionale

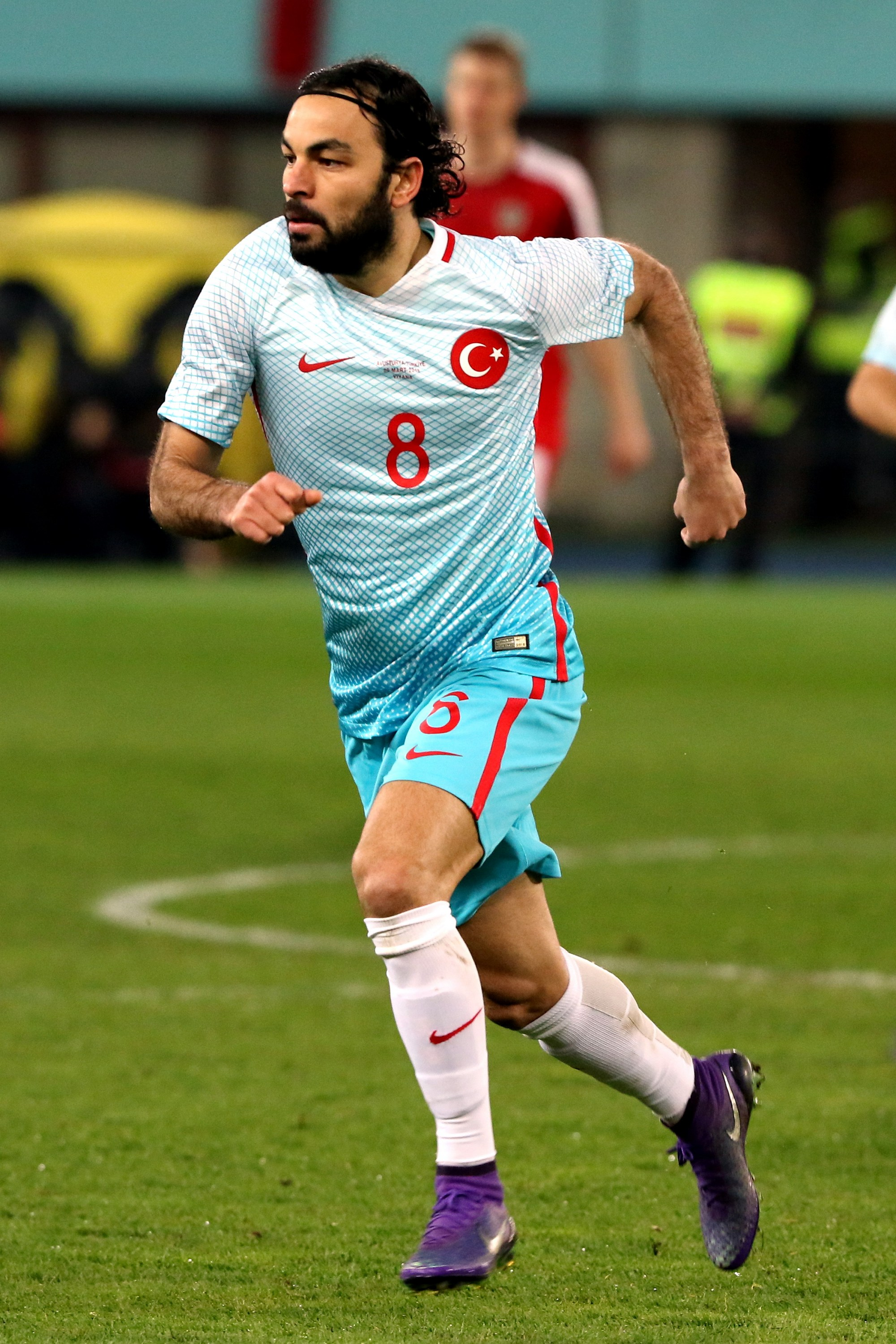
Selçuk İnan con la maglia della Nazionale di calcio della Turchia

İnan ha rappresentato il suo paese ad ogni livello giovanile tra U-16, U-17, U-18, U-19, U-20 e U-21. Nel 2007 ha esordito con la Nazionale maggiore della Turchia. Segnò il suo primo gol con la maglia nazionale il 24 maggio 2012 in una partita amichevole contro la Georgia.
Il 31 maggio 2016 viene selezionato per partecipare agli Europei 2016 in Francia.  L'esordio in tale competizione arriva il 12 giugno successivo in occasione della 1ª partita della fase a gironi persa, per 0-1, contro la Croazia.

### Allenatore
Il 22 novembre 2022 viene nominato nuovo tecnico del Kasımpaşa; si tratta della sua prima esperienza come allenatore. Debutta in panchina poco tempo dopo, nella gara di Coppa di Turchia persa contro l'Ümraniyespor. Tuttavia, il suo periodo in panchina denotò un calo di prestazione da parte della squadra, che faticava ad avere continuità nei risultati. Il 18 marzo 2023, dopo aver collezionato in 12 gare 3 vittorie, 2 pareggi e 7 sconfitte, rassegna le proprie dimissioni.
L'8 marzo 2024, si accasa sula panchina del Gaziantep, sempre in Süper Lig.

## Statistiche

### Presenze e reti nei club
| Stagione           | Squadra            | Campionato         | Campionato | Campionato | Coppe nazionali | Coppe nazionali | Coppe nazionali | Coppe continentali | Coppe continentali | Coppe continentali | Altre coppe | Altre coppe | Altre coppe | Totale | Totale |
| Stagione           | Squadra            | Comp               | Pres       | Reti       | Comp            | Pres            | Reti            | Comp               | Pres               | Reti               | Comp        | Pres        | Reti        | Pres   | Reti   |
| ------------------ | ------------------ | ------------------ | ---------- | ---------- | --------------- | --------------- | --------------- | ------------------ | ------------------ | ------------------ | ----------- | ----------- | ----------- | ------ | ------ |
| 2002-2003          | Dardanel           | 1L                 | 20         | 2          | CT              | 1               | 0               | -                  | -                  | -                  | -           | -           | -           | 21     | 7      |
| 2003-2004          | Dardanel           | 1L                 | 14         | 7          | CT              | 0               | 0               | -                  | -                  | -                  | -           | -           | -           | 14     | 11     |
| 2004-2005          | Dardanel           | 1L                 | 27         | 2          | CT              | 1               | 0               | -                  | -                  | -                  | -           | -           | -           | 28     | 2      |
| 2005-gen. 2006     | Dardanel           | 1L                 | 15         | 2          | CT              | 0               | 0               | -                  | -                  | -                  | -           | -           | -           | 15     | 2      |
| Totale Dardanel    | Totale Dardanel    | Totale Dardanel    | 76         | 6          |                 | 2               | 0               |                    | -                  | -                  |             | -           | -           | 78     | 6      |
| gen.-giu. 2006     | Manisaspor         | SL                 | 13         | 3          | CT              | 0               | 0               | -                  | -                  | -                  | -           | -           | -           | 13     | 3      |
| 2006-2007          | Manisaspor         | SL                 | 32         | 3          | CT              | 7               | 0               | -                  | -                  | -                  | -           | -           | -           | 39     | 3      |
| 2007-2008          | Manisaspor         | SL                 | 30         | 5          | CT              | 4               | 1               | -                  | -                  | -                  | -           | -           | -           | 34     | 6      |
| Totale Manisaspor  | Totale Manisaspor  | Totale Manisaspor  | 75         | 11         |                 | 11              | 1               |                    | -                  | -                  |             | -           | -           | 86     | 12     |
| 2008-2009          | Trabzonspor        | SL                 | 32         | 3          | CT              | 4               | 0               | -                  | -                  | -                  | -           | -           | -           | 36     | 3      |
| 2009-2010          | Trabzonspor        | SL                 | 28         | 2          | CT              | 9               | 0               | UEL                | 2                  | 0                  | -           | -           | -           | 39     | 2      |
| 2010-2011          | Trabzonspor        | SL                 | 33         | 2          | CT              | 2               | 0               | UEL                | 2                  | 0                  | ST          | 1           | 0           | 38     | 2      |
| Totale Trabzonspor | Totale Trabzonspor | Totale Trabzonspor | 93         | 7          |                 | 15              | 0               |                    | 4                  | 0                  |             | 1           | 0           | 113    | 7      |
| 2011-2012          | Galatasaray        | SL                 | 33+6       | 11+2       | CT              | 1               | 0               | -                  | -                  | -                  | -           | -           | -           | 40     | 13     |
| 2012-2013          | Galatasaray        | SL                 | 31         | 6          | CT              | 0               | 0               | UCL                | 10                 | 0                  | ST          | 1           | 1           | 42     | 7      |
| 2013-2014          | Galatasaray        | SL                 | 31         | 5          | CT              | 5               | 4               | UCL                | 8                  | 0                  | ST          | 1           | 0           | 45     | 9      |
| 2014-2015          | Galatasaray        | SL                 | 32         | 4          | CT              | 7               | 3               | UCL                | 4                  | 0                  | ST          | 1           | 0           | 44     | 7      |
| 2015-2016          | Galatasaray        | SL                 | 28         | 11         | CT              | 7               | 1               | UCL+UEL            | 5+2                | 2+0                | ST          | 1           | 0           | 43     | 14     |
| 2016-2017          | Galatasaray        | SL                 | 32         | 6          | CT              | 3               | 0               | -                  | -                  | -                  | ST          | 1           | 0           | 36     | 6      |
| 2017-2018          | Galatasaray        | SL                 | 23         | 0          | CT              | 8               | 1               | UEL                | 2                  | 0                  | -           | -           | -           | 33     | 1      |
| 2018-2019          | Galatasaray        | SL                 | 22         | 0          | CT              | 7               | 1               | UCL                | 5                  | 1                  | ST          | 1           | 0           | 35     | 2      |
| 2019-2020          | Galatasaray        | SL                 | 8          | 0          | CT              | 2               | 0               | UCL                | 2                  | 0                  | ST          | 1           | 0           | 13     | 0      |
| Totale Galatasaray | Totale Galatasaray | Totale Galatasaray | 246+6      | 43+2       |                 | 40              | 10              |                    | 38                 | 3                  |             | 7           | 1           | 337    | 59     |
| Totale carriera    | Totale carriera    | Totale carriera    | 490        | 69         |                 | 68              | 11              |                    | 42                 | 3                  |             | 8           | 1           | 608    | 84     |

### Cronologia delle presenze e reti in nazionale
| Cronologia completa delle presenze e delle reti in nazionale ― Turchia | Cronologia completa delle presenze e delle reti in nazionale ― Turchia | Cronologia completa delle presenze e delle reti in nazionale ― Turchia | Cronologia completa delle presenze e delle reti in nazionale ― Turchia | Cronologia completa delle presenze e delle reti in nazionale ― Turchia | Cronologia completa delle presenze e delle reti in nazionale ― Turchia | Cronologia completa delle presenze e delle reti in nazionale ― Turchia | Cronologia completa delle presenze e delle reti in nazionale ― Turchia |
| Data                                                                   | Città                                                                  | In casa                                                                | Risultato                                                              | Ospiti                                                                 | Competizione                                                           | Reti                                                                   | Note                                                                   |
| ---------------------------------------------------------------------- | ---------------------------------------------------------------------- | ---------------------------------------------------------------------- | ---------------------------------------------------------------------- | ---------------------------------------------------------------------- | ---------------------------------------------------------------------- | ---------------------------------------------------------------------- | ---------------------------------------------------------------------- |
| 13-10-2007                                                             | Chișinău                                                               | Moldavia                                                               | 1 – 1                                                                  | Turchia                                                                | Qual. Euro 2008                                                        | -                                                                      | 46’                                                                    |
| 20-8-2008                                                              | Istanbul                                                               | Turchia                                                                | 1 – 0                                                                  | Cile                                                                   | Amichevole                                                             | -                                                                      | 46’                                                                    |
| 22-5-2010                                                              | Harrison                                                               | Turchia                                                                | 2 – 1                                                                  | Rep. Ceca                                                              | Amichevole                                                             | -                                                                      | 76’                                                                    |
| 26-5-2010                                                              | New Britain                                                            | Irlanda del Nord                                                       | 0 – 2                                                                  | Turchia                                                                | Amichevole                                                             | -                                                                      | 66’                                                                    |
| 29-5-2010                                                              | Filadelfia                                                             | Stati Uniti                                                            | 2 – 1                                                                  | Turchia                                                                | Amichevole                                                             | -                                                                      | 52’                                                                    |
| 3-9-2010                                                               | Astana                                                                 | Kazakistan                                                             | 0 – 3                                                                  | Turchia                                                                | Qual. Euro 2012                                                        | -                                                                      | 82’                                                                    |
| 7-9-2010                                                               | Istanbul                                                               | Turchia                                                                | 3 – 2                                                                  | Belgio                                                                 | Qual. Euro 2012                                                        | -                                                                      | 46’                                                                    |
| 12-10-2010                                                             | Baku                                                                   | Azerbaigian                                                            | 1 – 0                                                                  | Turchia                                                                | Qual. Euro 2012                                                        | -                                                                      | 82’                                                                    |
| 17-11-2010                                                             | Amsterdam                                                              | Paesi Bassi                                                            | 1 – 0                                                                  | Turchia                                                                | Amichevole                                                             | -                                                                      | 87’, 90’                                                               |
| 9-2-2011                                                               | Trebisonda                                                             | Turchia                                                                | 0 – 0                                                                  | Corea del Sud                                                          | Amichevole                                                             | -                                                                      |                                                                        |
| 29-3-2011                                                              | Istanbul                                                               | Turchia                                                                | 2 – 0                                                                  | Austria                                                                | Qual. Euro 2012                                                        | -                                                                      |                                                                        |
| 3-6-2011                                                               | Bruxelles                                                              | Belgio                                                                 | 1 – 1                                                                  | Turchia                                                                | Qual. Euro 2012                                                        | -                                                                      | 78’                                                                    |
| 10-8-2011                                                              | Istanbul                                                               | Turchia                                                                | 3 – 0                                                                  | Estonia                                                                | Amichevole                                                             | -                                                                      | 46’                                                                    |
| 2-9-2011                                                               | Istanbul                                                               | Turchia                                                                | 2 – 1                                                                  | Kazakistan                                                             | Qual. Euro 2012                                                        | -                                                                      | 90’                                                                    |
| 7-10-2011                                                              | Istanbul                                                               | Turchia                                                                | 1 – 3                                                                  | Germania                                                               | Qual. Euro 2012                                                        | -                                                                      | 46’                                                                    |
| 11-10-2011                                                             | Istanbul                                                               | Turchia                                                                | 1 – 0                                                                  | Azerbaigian                                                            | Qual. Euro 2012                                                        | -                                                                      | 57’                                                                    |
| 11-11-2011                                                             | Istanbul                                                               | Turchia                                                                | 0 – 3                                                                  | Croazia                                                                | Qual. Euro 2012                                                        | -                                                                      | 69’                                                                    |
| 15-11-2011                                                             | Zagabria                                                               | Croazia                                                                | 0 – 0                                                                  | Turchia                                                                | Qual. Euro 2012                                                        | -                                                                      | 81’                                                                    |
| 24-5-2012                                                              | Wals-Siezenheim                                                        | Georgia                                                                | 1 – 3                                                                  | Turchia                                                                | Amichevole                                                             | 1                                                                      | 57’                                                                    |
| 2-6-2012                                                               | Lisbona                                                                | Portogallo                                                             | 1 – 3                                                                  | Turchia                                                                | Amichevole                                                             | -                                                                      | 72’                                                                    |
| 15-8-2012                                                              | Vienna                                                                 | Austria                                                                | 2 – 0                                                                  | Turchia                                                                | Amichevole                                                             | -                                                                      | 60’                                                                    |
| 11-9-2012                                                              | Istanbul                                                               | Turchia                                                                | 3 – 0                                                                  | Estonia                                                                | Qual. Mondiali 2014                                                    | 1                                                                      | 68’                                                                    |
| 14-11-2012                                                             | Istanbul                                                               | Turchia                                                                | 1 – 1                                                                  | Danimarca                                                              | Amichevole                                                             | -                                                                      | 46’                                                                    |
| 6-2-2013                                                               | Manisa                                                                 | Turchia                                                                | 0 – 2                                                                  | Rep. Ceca                                                              | Amichevole                                                             | -                                                                      |                                                                        |
| 22-3-2013                                                              | Andorra la Vella                                                       | Andorra                                                                | 0 – 2                                                                  | Turchia                                                                | Qual. Mondiali 2014                                                    | 1                                                                      |                                                                        |
| 26-3-2013                                                              | Istanbul                                                               | Turchia                                                                | 1 – 1                                                                  | Ungheria                                                               | Qual. Mondiali 2014                                                    | -                                                                      |                                                                        |
| 28-5-2013                                                              | Duisburg                                                               | Turchia                                                                | 3 – 3                                                                  | Lettonia                                                               | Amichevole                                                             | 1                                                                      | 46’                                                                    |
| 31-5-2013                                                              | Bielefeld                                                              | Turchia                                                                | 0 – 2                                                                  | Slovenia                                                               | Amichevole                                                             | -                                                                      | 81’                                                                    |
| 14-8-2013                                                              | Istanbul                                                               | Turchia                                                                | 2 – 2                                                                  | Ghana                                                                  | Amichevole                                                             | -                                                                      |                                                                        |
| 10-9-2013                                                              | Bucarest                                                               | Romania                                                                | 0 – 2                                                                  | Turchia                                                                | Qual. Mondiali 2014                                                    | -                                                                      |                                                                        |
| 11-10-2013                                                             | Tallinn                                                                | Estonia                                                                | 0 – 2                                                                  | Turchia                                                                | Qual. Mondiali 2014                                                    | -                                                                      |                                                                        |
| 15-10-2013                                                             | Istanbul                                                               | Turchia                                                                | 0 – 2                                                                  | Paesi Bassi                                                            | Qual. Mondiali 2014                                                    | -                                                                      | 74’                                                                    |
| 5-3-2014                                                               | Ankara                                                                 | Turchia                                                                | 2 – 1                                                                  | Svezia                                                                 | Amichevole                                                             | -                                                                      | 67’                                                                    |
| 21-5-2014                                                              | Kosovska Mitrovica                                                     | Kosovo                                                                 | 1 – 6                                                                  | Turchia                                                                | Amichevole                                                             | -                                                                      | 78’                                                                    |
| 25-5-2014                                                              | Dublino                                                                | Irlanda                                                                | 1 – 2                                                                  | Turchia                                                                | Amichevole                                                             | -                                                                      | 21’                                                                    |
| 1-6-2014                                                               | Harrison                                                               | Stati Uniti                                                            | 2 – 1                                                                  | Turchia                                                                | Amichevole                                                             | 1                                                                      |                                                                        |
| 3-9-2014                                                               | Odense                                                                 | Danimarca                                                              | 1 – 2                                                                  | Turchia                                                                | Amichevole                                                             | -                                                                      | 76’                                                                    |
| 9-9-2014                                                               | Reykjavík                                                              | Islanda                                                                | 3 – 0                                                                  | Turchia                                                                | Qual. Euro 2016                                                        | -                                                                      | 65’                                                                    |
| 10-10-2014                                                             | Istanbul                                                               | Turchia                                                                | 1 – 2                                                                  | Rep. Ceca                                                              | Qual. Euro 2016                                                        | -                                                                      | 79’                                                                    |
| 12-11-2014                                                             | Istanbul                                                               | Turchia                                                                | 0 – 4                                                                  | Brasile                                                                | Amichevole                                                             | -                                                                      | 46’                                                                    |
| 16-11-2014                                                             | Istanbul                                                               | Turchia                                                                | 3 – 1                                                                  | Kazakistan                                                             | Qual. Euro 2016                                                        | -                                                                      |                                                                        |
| 28-3-2015                                                              | Amsterdam                                                              | Paesi Bassi                                                            | 1 – 1                                                                  | Turchia                                                                | Qual. Euro 2016                                                        | -                                                                      |                                                                        |
| 31-3-2015                                                              | Lussemburgo                                                            | Lussemburgo                                                            | 1 – 2                                                                  | Turchia                                                                | Amichevole                                                             | -                                                                      | 71’                                                                    |
| 8-6-2015                                                               | Istanbul                                                               | Turchia                                                                | 4 – 0                                                                  | Bulgaria                                                               | Amichevole                                                             | -                                                                      | 46’                                                                    |
| 12-6-2015                                                              | Almaty                                                                 | Kazakistan                                                             | 0 – 1                                                                  | Turchia                                                                | Qual. Euro 2016                                                        | -                                                                      |                                                                        |
| 3-9-2015                                                               | Konya                                                                  | Turchia                                                                | 1 – 1                                                                  | Lettonia                                                               | Qual. Euro 2016                                                        | 1                                                                      |                                                                        |
| 6-9-2015                                                               | Konya                                                                  | Turchia                                                                | 3 – 0                                                                  | Paesi Bassi                                                            | Qual. Euro 2016                                                        | -                                                                      |                                                                        |
| 10-10-2015                                                             | Praga                                                                  | Rep. Ceca                                                              | 0 – 2                                                                  | Turchia                                                                | Qual. Euro 2016                                                        | 1                                                                      |                                                                        |
| 13-10-2015                                                             | Konya                                                                  | Turchia                                                                | 1 – 0                                                                  | Islanda                                                                | Qual. Euro 2016                                                        | 1                                                                      |                                                                        |
| 24-3-2016                                                              | Adalia                                                                 | Turchia                                                                | 2 – 1                                                                  | Svezia                                                                 | Amichevole                                                             | -                                                                      |                                                                        |
| 29-3-2016                                                              | Vienna                                                                 | Austria                                                                | 1 – 2                                                                  | Turchia                                                                | Amichevole                                                             | -                                                                      |                                                                        |
| 22-5-2016                                                              | Manchester                                                             | Inghilterra                                                            | 2 – 1                                                                  | Turchia                                                                | Amichevole                                                             | -                                                                      |                                                                        |
| 5-6-2016                                                               | Lubiana                                                                | Slovenia                                                               | 0 – 1                                                                  | Turchia                                                                | Amichevole                                                             | -                                                                      | 83’                                                                    |
| 12-6-2016                                                              | Parigi                                                                 | Turchia                                                                | 0 – 1                                                                  | Croazia                                                                | Euro 2016 - 1º turno                                                   | -                                                                      |                                                                        |
| 17-6-2016                                                              | Nizza                                                                  | Spagna                                                                 | 3 – 0                                                                  | Turchia                                                                | Euro 2016 - 1º turno                                                   | -                                                                      | 70’                                                                    |
| 21-6-2016                                                              | Lens                                                                   | Rep. Ceca                                                              | 0 – 2                                                                  | Turchia                                                                | Euro 2016 - 1º turno                                                   | -                                                                      |                                                                        |
| 12-11-2016                                                             | Adalia                                                                 | Turchia                                                                | 2 – 0                                                                  | Kosovo                                                                 | Qual. Mondiali 2018                                                    | -                                                                      |                                                                        |
| 24-3-2017                                                              | Adalia                                                                 | Turchia                                                                | 2 – 0                                                                  | Finlandia                                                              | Qual. Mondiali 2018                                                    | -                                                                      | 85’                                                                    |
| 5-6-2017                                                               | Skopje                                                                 | Macedonia                                                              | 0 – 0                                                                  | Turchia                                                                | Amichevole                                                             | -                                                                      | 46’                                                                    |
| 11-6-2017                                                              | Scutari                                                                | Kosovo                                                                 | 1 – 4                                                                  | Turchia                                                                | Qual. Mondiali 2018                                                    | -                                                                      |                                                                        |
| 9-10-2017                                                              | Turku                                                                  | Finlandia                                                              | 2 – 2                                                                  | Turchia                                                                | Qual. Mondiali 2018                                                    | -                                                                      | 46’ 85’                                                                |
| 9-11-2017                                                              | Cluj-Napoca                                                            | Romania                                                                | 2 – 0                                                                  | Turchia                                                                | Amichevole                                                             | -                                                                      | 46’                                                                    |
| Totale                                                                 |                                                                        | Presenze                                                               | 62                                                                     |                                                                        | Reti                                                                   | 8                                                                      |                                                                        |

### Statistiche da allenatore

#### Club
Statistiche aggiornate al 9 maggio 2025.
| Stagione            | Squadra          | Campionato       | Campionato | Campionato | Campionato | Campionato | Coppe nazionali | Coppe nazionali | Coppe nazionali | Coppe nazionali | Coppe nazionali | Coppe continentali | Coppe continentali | Coppe continentali | Coppe continentali | Coppe continentali | Altre coppe | Altre coppe | Altre coppe | Altre coppe | Altre coppe | Totale | Totale | Totale | Totale | % Vittorie | Piazzamento |
| Stagione            | Squadra          | Comp             | G          | V          | N          | P          | Comp            | G               | V               | N               | P               | Comp               | G                  | V                  | N                  | P                  | Comp        | G           | V           | N           | P           | G      | V      | N      | P      | %          | Piazzamento |
| ------------------- | ---------------- | ---------------- | ---------- | ---------- | ---------- | ---------- | --------------- | --------------- | --------------- | --------------- | --------------- | ------------------ | ------------------ | ------------------ | ------------------ | ------------------ | ----------- | ----------- | ----------- | ----------- | ----------- | ------ | ------ | ------ | ------ | ---------- | ----------- |
| dic. 2022-mar. 2023 | Kasımpaşa        | SL               | 12         | 3          | 2          | 7          | CT              | 1               | 0               | 0               | 1               | -                  | -                  | -                  | -                  | -                  | -           | -           | -           | -           | -           | 13     | 3      | 2      | 8      | 23,08      | Sub., Eson  |
| mar.-giu. 2024      | Gaziantep        | SL               | 10         | 5          | 1          | 4          | CT              | 0               | 0               | 0               | 0               | -                  | -                  | -                  | -                  | -                  | -           | -           | -           | -           | -           | 10     | 5      | 1      | 4      | 50,00      | Sub., 11º   |
| 2024-mag. 2025      | Gaziantep        | SL               | 33         | 12         | 6          | 15         | CT              | 5               | 3               | 0               | 2               | -                  | -                  | -                  | -                  | -                  | -           | -           | -           | -           | -           | 38     | 15     | 6      | 17     | 39,47      | Eson.       |
| Totale Gaziantep    | Totale Gaziantep | Totale Gaziantep | 43         | 17         | 7          | 19         |                 | 5               | 3               | 0               | 2               |                    | -                  | -                  | -                  | -                  |             | -           | -           | -           | -           | 48     | 20     | 7      | 21     | 41,67      |             |
| Totale carriera     | Totale carriera  | Totale carriera  | 55         | 20         | 9          | 26         |                 | 6               | 3               | 0               | 3               |                    | -                  | -                  | -                  | -                  |             | -           | -           | -           | -           | 61     | 23     | 9      | 29     | 37,70      |             |

## Palmarès

### Giocatore

#### Club

##### Competizioni nazionali
- Coppa di Turchia: 5

Trabzonspor: 2009-2010
Galatasaray: 2013-2014, 2014-2015, 2015-2016, 2018-2019
- Supercoppa di Turchia: 6  (record condiviso con Şenol Güneş, Fernando Muslera, Necati Özçağlayan e Turgay Semercioğlu)

Trabzonspor: 2010
Galatasaray: 2012, 2013, 2015, 2016, 2019
- Campionato turco: 5

Galatasaray: 2011-2012, 2012-2013, 2014-2015, 2017-2018, 2018-2019